# 永丰街道 (上饶市)
永丰街道，是中华人民共和国江西省上饶市广丰区下辖的一个乡镇级行政单位。

## 行政区划
永丰街道下辖以下地区：
东关社区、商城社区、西山社区、东街社区、鸟林街社区、横路社区、湖沿社区、西门社区、北门社区、大塘角社区、麦园社区、裕丰社区、白鹤畈社区、平安社区和南山社区。